# Дезо, Пьер-Жозеф
Пьер-Жозе́ф Дезо́ (фр. Pierre Joseph Desault; 6 февраля 1738, Вуэнан, Верхняя Сона — 1 июня 1795, Париж) — французский анатом и хирург, один из основоположников клинической хирургии.

## Биография
В юном возрасте Пьер-Жозеф Дезо увлёкся медициной, освоил некоторые навыки «варварской» деревенской хирургии, после пошёл работать учеником в военный госпиталь в Бельфоре. В военном госпитале он получил базовые познания в анатомии и военной хирургии. В возрасте 22 лет переехал в Париж, учился у Жан-Луи Пети. Зимой 1766 года открыл школу анатомии, которая была очень популярна и снискала ему широкую известность, однако вызвала зависть и недовольство многих авторитетных учителей и профессоров. Однако в 1776 году в признание его заслуг он был избран членом Корпуса Хирургов, в 1782 назначен старшим хирургом в Госпитале Милосердия (англ.).
Ещё через несколько лет он был признан одним из лучших хирургов Франции. Клиническая школа хирургии, которую он основал в больнице Отель-Дьё де Пари, собирала огромное количество слушателей не только со всей Франции, но и со всех уголков мира. В 1791 году был выпущен «Хирургический журнал», который редактировали ученики Дезо, и в котором публиковались самые интересные случаи из практики хирургической школы вместе с теоретическим комментариями.
С началом Французской революции Пьер-Жозеф Дезо попал в опалу революционного правительства. После двойной проверки 28 мая 1793 года он был арестован прямо посреди лекции и заточён в Люксембургском дворце. Однако через три дня его отпустили и разрешили продолжить свою деятельность. 31 мая 1795 года тюремная стража вызвала Дезо к юному королю Людовику XVII в связи с его тяжёлой болезнью, но хирург умер на следующий день, не успев посетить своего последнего пациента. В связи с этим последним вызовом появился слух о том, что Дезо был отравлен, но вскрытие, проведённое его учеником Мари Франсуа Ксавье Биша́, опровергло эти слухи.

## Достижения
Вклад Дезо в медицину вообще и в хирургию в частности чрезвычайно велик. В первую очередь необходимо отметить его как основателя клинической хирургии. Он существенно улучшил хирургическую технику, усовершенствовал хирургические инструменты. Он разработал технику лечения перелома ключицы (повязка Дезо), внедрил эндоскопические исследования, первым провёл трахеостомию. В 2004 году он был признан основателем нефрологии.